# Dreamtide
Dreamtide är ett tyskt hårdrocksband från Hannover, bildat 2001.

## Biografi
Dreamtide bildades 2001 av gitarristen Helge Engelke som då spelade i hårdrocksbandet Fair Warning. Från samma band tog han med sig trummisten Jürgen "CC" Behrens. Sångarpositionen upptogs av Olaf Senkbeil, basditon av Ole Hempelmann och Torsten Luederwaldt anslöt som keyboardist.  Med denna line-up spelade man in debutalbumet Here Comes the Flood som släpptes samma år på Frontiers Records. Uppföljaren Dreams For the Daring utkom 2003 på samma bolag.
År 2007 lämnade Hempelmann bandet och ersattes av Francis Buchholz. Dreamtides tredje studioalbum Dream and Deliver släpptes 2008 på AOR Heaven.
Det skulle dröja till 2022 innan gruppens fjärde album släpptes. Då hade både Behrens och Buchholz lämnat bandet och ersatts av Horst Guntram Schlag respektive Lars Lehmann. Drama Dust Dream gavs ut i juni 2022 i Japan på Victor och i juli i Europa på Pride & Joy Music.
Den 28 april 2023 avled bandgrundaren Helge Engelke i cancer.

## Medlemmar
Nuvarande medlemmar
- Olaf Senkbeil – sång (2001– )
- Torsten Luederwaldt – keyboard (2001– )
- Lars Lehmann – basgitarr (okänt– )
- Horst Guntram Schlag – trummor (okänt– )

Tidigare medlemmar
- Helge Engelke – gitarr (2001–2023; död 2023)
- Jürgen "CC" Behrens – trummor (2001–okänt)
- Ole Hempelmann – basgitarr (2001–2007)[5]
- Francis Buchholz – basgitarr (2007–okänt)

## Diskografi[6]

### Studioalbum
- Here Comes the Flood (2001)
- Dreams For the Daring (2003)
- Dream and Deliver (2008)
- Drama Dust Dream (2022)

### EP
- What You Believe In (2001)